# Micrelloides
Micrelloides är ett släkte av insekter. Micrelloides ingår i familjen dvärgstritar.
Kladogram enligt Catalogue of Life:
| Micrelloides | \| \| Micrelloides molaris \| \| \| \| \| \| Micrelloides polemon \| \| \| \| |
|              | \| \| Micrelloides molaris \| \| \| \| \| \| Micrelloides polemon \| \| \| \| |
|              | Micrelloides molaris                                                          |
|              |                                                                               |
|              | Micrelloides polemon                                                          |
|              |                                                                               |